# Viktor Starukhin
Viktor Konstantinovich Starukhin (tiếng Nga - Виктор Констатинович Старухин; phiên âm tiếng Nhật - ヴィクトル・コンスタンチーノヴィチ・スタルヒン; tiếng Anh - Victor Starffin)  (sinh ngày 1 tháng 5 năm 1916 – mất ngày 12 tháng 1 năm 1957  ) là một tay ném bóng chày chuyên nghiệp người gốc Nga tại Nhật Bản từng thi đấu tại Giải bóng chày quốc gia Nhật Bản (JBL) và sau này là Nippon Professional Baseball (NPB). Sinh ra ở Đế quốc Nga và lớn lên ở Hokkaido, ông là tay ném đầu tiên trong lịch sử bóng chày Nhật Bản đạt cột mốc 300 trận thắng trong suốt sự nghiệp, cũng như nắm giữ kỉ lục số trận ném không mất điểm (shutout) với 83 lần. 
Trong chiến tranh, ông đổi tên thành Suda Hiroshi dưới áp lực từ chính sách bài ngoại của chính quyền quân phiệt Nhật.
Năm 1960, ông được đề cử gia nhập Đại sảnh danh vọng Bóng chày Nhật Bản.

## Tiểu sử

### Lưu vong, thời học sinh và thi đấu cho tuyển Nhật Bản
Viktor sinh năm 1916 tại Nizhny Tagil, Đế quốc Nga. Ông là con trai duy nhất trong gia đình gồm có cha, Konstantin, một sĩ quan quân đội Sa hoàng, và mẹ ông, Evdokia.
Trong cuộc Cách mạng Nga năm 1917, gia đình Starukhin đã bị chính quyền chính quyền Bolshevik nhắm tới vì có mầm mống tư tưởng bảo hoàng. Để thoát khỏi sự truy đuổi của lực lượng Bolshevik, gia đình đã chạy trốn qua dãy Ural, qua vùng Siberia và Cáp Nhĩ Tân, bấy giờ thuộc Mãn Châu dưới sự kiểm soát của Nhật Bản, để sau đó sang Nhật Bản định cư ở Asahikawa, Hokkaido vào năm 1925. 
Khi còn theo học tiểu học, Starukhin thường bị bạn bè xung quanh chế giễu vì vẻ ngoài khác biệt của mình. Tuy nhiên, cậu cũng nổi bật thành tích học tập xuất sắc và năng khiếu thể thao vượt trội. Khi Starukhin được tiếp xúc với bóng chày và chơi cho đội của trường mình, với chiều cao hơn 1m80, cậu phải xếp vào chơi bóng với đội lớp trên. Lúc theo học cấp 2 tại trường trung học Asahikawa (sau này là Trường trung học Hokkaido - Asahikawa Higashi), một lần nữa Starukhin không thể chơi bóng với các bạn đồng lứa mà được đôn lên CLB bóng chày cấp 3; khi gia nhập CLB, phản ứng đầu tiên của cậu là, "Tôi có thể chơi bóng chày với mọi người thật sao?".  Dù mới là học sinh cấp 2, ông đã được biết đến với uy lực ném hiếm có và lọt vào trận chung kết giải tỉnh Hokkaido tranh vé dự Koshien Mùa hè trong hai năm liên tiếp (1933, 1934), nhưng đều để thua sít sao do lỗi phòng ngự của đồng đội. 
Năm 1932, khi Starukhin được mời tham gia đội bóng chày trường Koyo Gakuin, gia đình cậu chuyển đến Kobe, tỉnh Hyogo, và điều hành một tiệm bánh để trang trải sinh hoạt với sự hỗ trợ tài chính từ nhà trường. Nhưng việc chuyển trường cho Starukhin sau đó thất bại do sự phản đối từ các trường khác trong tỉnh, và cả gia đình trở về Asahikawa.

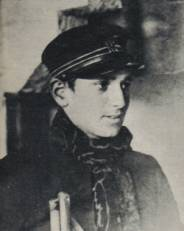
Starukhin khi còn theo học phổ thông

Khi Starukhin học năm nhất trung học, cha anh đã sát hại một nhân viên tại quán cà phê Baikal do ông điều hành và bị kết án 8 năm tù. Dù chịu tiếng là "con trai một kẻ giết người", và cuộc sống khó khăn khi thiếu vắng trụ cột gia đình, Starukhin vẫn nhận được nhiều sự cảm thông từ cộng đồng cũng như sự đóng góp của các bạn học để trang trải học phí và chi phí sinh hoạt. Tuy nhiên, hoàn cảnh tài chính khó khăn vẫn khiến cho anh không thể xin nhập tịch Nhật Bản, và khó có thể theo học Đại học Waseda như nguyện vọng.
Cùng thời điểm đó, ông trùm truyền thông Shoriki Matsutaro, chủ tờ báo Yomiuri Shimbun đang tổ chức một chuỗi trận giao hữu với đội bóng các ngôi sao Major League Baseball du đấu tại Nhật Bản.
Trong các năm trước đó, đại diện Nhật Bản các trận giao hữu nói trên là tập hợp của các cầu thủ sinh viên. Tuy nhiên, do Bộ Giáo dục sau đó ban hành sắc lệnh cấm các cầu thủ bóng chày sinh viên thi đấu với các đội chuyên nghiệp, tờ Yomiuri Shimbun đã thành lập một đội tuyển chuyên nghiệp tên là "Câu lạc bộ bóng chày Đại Nhật Đông Kinh" để tiếp đón các ngôi sao từ Mĩ. Starukhin là một trong những tài năng được nhắm tới, và Shoriki đã phái tuyển trạch viên tới Asahikawa, lợi dụng thông tin bất lợi về án tù của cha và tình hình tài chính để thuyết phục ông bỏ học và gia nhập đội. Mặc dù cư dân Asahikawa và nhà trường phản đối từ bỏ ngôi sao có thể đưa họ tới Koshien Mùa hè, thủ đoạn trên đã khiến Starukhin lo sợ Shoriki, một nhân vật có ảnh hưởng trong lực lượng cảnh sát, sẽ vận động để gia đình anh bị trục xuất về Liên Xô và bị NKVD bắt giữ vì lí do chính trị nếu bị từ chối. Trong tình thế gần như bị ép buộc, anh chấp nhận gia nhập Đại Nhật Đông Kinh và thôi học tại trường Asahikawa. Người ta kể lại rằng, Starukhin vội vã chuyển đến Tokyo cùng mẹ trong một chuyến tàu đêm, sau khi không thông báo quyết định cho những người xung quanh. Sau này, ông kể với vợ rằng "tiếng còi hơi nước đêm đó nghe như tiếng bạn học hét lên kêu tôi đừng đi vậy". 
Starukhin ra mắt từ ghế dự bị vào ngày 29 tháng 11 năm 1934, trong lượt trận thứ 17 của tour giao hữu, và có 1 hiệp không để mất điểm. Tuy nhiên, trận đấu đã an bài ở thời điểm đó, và đội Mĩ không muốn đối đầu tiếp với Starukhin do vấn đề về kiểm soát cú ném, nên anh bị thay ra sau 2 hiệp. Năm 1935, khi cùng đội Đại Nhật Đông Kinh (sau đó đổi tên thành Tokyo Giants) sang Bắc Mỹ du đấu, Starukhin bị gây khó dễ khi xuất cảnh do ảnh hưởng của Toyama Mitsuru thuộc tổ chức chính trị cực hữu Genyosha. Khó khăn cũng xảy ra khi ông nhập cảnh vào Mĩ, với việc không có hộ chiếu hay thị thực, và phải nhờ tới sự vận động chính quyền của Shoriki và Lefty O'Doul, Starukhin mới được phép xuất nhập cảnh.  

### Sự nghiệp chuyên nghiệp

#### Tokyo Giants

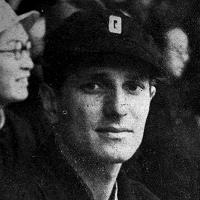
Starukhin trong màu áo Giants

Mùa thu năm 1936, Starukhin cùng Tokyo Giants thi đấu mùa giải đầu tiên của Giải bóng chày VĐQG Nhật Bản (nay là Nippon Professional Baseball). Vào ngày 3 tháng 7, anh đã ra quân từ ghế dự bị, ném ba hiệp không để mất điểm và bảo toàn chiến thắng trong trận đấu chính thức đầu tiên trong lịch sử Giants trước Dai-Tokyo.
Vấn đề kiểm soát cú ném kém từ giai đoạn trước tiếp tục đeo bám Starukhin và khiến ông đẩy đối phương lên chốt do bóng xấu (ball) rất nhiều. Vì vậy, những cầu thủ đàn anh đã nhiều lúc la ó như, "Đồ ngốc!", và "Ném mà nhìn đi đâu thế!", và Starukhin, người được cho khá nhạy cảm, đã cảm thấy tổn thương và chán nản, thậm chí đã vừa khóc vừa nói với HLV rằng, "Em sợ phải ném bóng nếu tình hình này tiếp diễn lắm". Tuy nhiên, được nguyên HLV của Giants Fujimoto Sadayoshi khích lệ, Starukhin đã nỗ lực tập luyện để cải thiện khả năng kiểm soát cú ném của mình. Trong giải đấu mùa xuân năm sau năm 1937, anh đã ném thắng 13 trận, bao gồm trận no-hit no-run thứ hai trong lịch sử, trong trận đấu với Eagles vào ngày 3 tháng 7, và trong giải đấu mùa thu, anh đã giành danh hiệu dẫn đầu toàn giải với 15 trận ném thắng và trở thành tay ném át chủ bài của Giants thay thế Sawamura Eiji bấy giờ bị động viên vào Quân đội Đế quốc Nhật.
Năm 1938 , Starukhin cũng có nhiều trận thắng nhất vào mùa xuân với 14 trận, và vào mùa thu, ông đã thắng 19 trận, cùng chỉ số mất điểm (ERA) 1.05, 146 strike out, tỷ lệ chiến thắng 0,905 và bảy trận không mất điểm, và đạt được năm danh hiệu ném bóng. Năm 1939, anh đã đạt được 20 trận ném thắng trong trận đấu thứ 41 trong mùa giải của Giants vào ngày 20 tháng 6, và kết thúc mùa giải với việc thắng 42 trận đã ném, 2/3 trong tổng số 66 chiến thắng của đội, và dành danh hiệu Cầu thủ xuất sắc nhất mùa. Cùng năm đó, anh trở thành cầu thủ đầu tiên trong lịch sử bóng chày chuyên nghiệp Nhật Bản đạt được 100 trận ném thắng. Đạt được cột mốc này trong trận đấu thứ 165 là kỷ lục nhanh nhất trong lịch sử và chưa bị phá vỡ. Anh cũng đã có bốn hit ấn định trận đấu (walk off hit) trong mùa giải đó, và là kỷ lục bóng chày chuyên nghiệp Nhật Bản cho đến khi bị Ōsugi Katsuo phá vỡ vào năm 1969. Năm 1940, Starukhin ném thắng 38 trận và giành giải Cầu thủ xuất sắc nhất và Tay ném giành nhiều chiến thắng nhất trong năm thứ hai liên tiếp, và chuỗi năm mùa giải liên tiếp có nhiều trận ném thắng nhất giải của ông cũng là dài nhất trong bóng chày chuyên nghiệp Nhật Bản.
Tuy nhiên ,với việc quan hệ giữa Nhật Bản và Liên Xô xấu đi, đặc biệt sau khi trận Khalkhin-Gol nổ ra vào năm 1939, Starukhin bị nghi ngờ làm gián điệp. Ạnh bị triệu tập tới hiến binh và chịu các hạn chế sau:
- Không được cấp quốc tịch Nhật Bản.
- Bị cấm nhìn xuống sông Kanda khi trên đường từ ga Suidobashi đến Sân vận động Korakuen (vì quân nhu được vận chuyển trên sông Kanda).
- Bị cấm nhìn lên cờ trên khán đài sân vận động (do lo ngại hành vi xác định thông tin thời tiết như sức và hướng gió qua quan sát cờ bay để cung cấp cho tình báo Liên Xô).

Sau đó, theo sự thúc giục của đại diện CLB Nagoya Golden Eagles Akamine Masashi, lo ngại nguy cơ một ngôi sao lớn như Starukhin bị hiến binh chèn ép, anh đã đổi tên thành Suda Hiroshi vào năm 1940.
Ngày 14 tháng 7 năm 1941, trong một trận đấu với Nankai, Starukhin đã lên ném và giành được chiến thắng thứ 15 mặc dù bị sốt cao hơn 40 độ, nhưng khi được đưa đến bệnh viện, ông được chẩn đoán mắc bệnh viêm màng phổi và buộc phải nghỉ thi đấu. Tình trạng của Starukhin đã có lúc suýt không giữ được tính mạng, và các bác sĩ cũng cảnh báo rằng nếu anh qua khỏi thì cũng sẽ rất khó có thể quay lại chơi bóng. Starukhin trở lại vào cuối tháng 4 năm 1942, và ném thắng 26 trận. Vào năm 1943, anh đã giành sáu chiến thắng tính tới giữa tháng 5, nhưng bệnh viêm màng phổi tái phát đã khiến anh phải nghỉ thi đấu một lần nữa, và trở lại vào tháng 10 để kịp đạt trận ném thắng thứ 10. Năm 1944, Starukhin đã có chuỗi sáu trận thắng liên tiếp từ đầu mùa giải cho đến tháng 6, nhưng đã bị cấm thi đấu từ tháng 7 trở đi do không có quốc tịch Nhật Bản.
Hơn nữa, vào tháng 11, mặc dù không mang quốc tịch nước ngoài, Starukhin vẫn bị coi là "công dân nước ngoài" và bị đưa tới trại tập trung người nước ngoài tại Karuizawa, tỉnh Nagano. Sự vắng mặt của anh tại giải chuyên nghiệp được công bố với lý do "cách ly do bệnh tật". Người ta nói rằng anh kiếm sống bằng nghề sửa giày trong thời gian ở Karuizawa. Nghiêm trọng hơn, vào ngày 9 tháng 8 năm 1945, Liên Xô bắt đầu xâm lược Nhật Bản, và Starukhin bị trục xuất trong một thời gian ngắn.

#### CLB Thái Bình Dương
Sau khi chiến tranh kết thúc vào năm 1946, sau một thời gian làm phiên dịch cho lực lượng chiếm đóng, Starukhin đã từ chối lời đề nghị trở lại Giants và cùng thầy cũ là Fujimoto Sadayoshi gia nhập CLB Thái Bình Dương. Tuy nhiên, sau thời gian xa rời bóng chày, Starukhin đã tăng cân và không đảm bảo thể trạng để thi đấu, và đã mất một thời gian tập luyện phục hồi. Anh ra sân lần đầu tiên sau chiến tranh vào ngày 13 tháng 10 cùng năm trong trận đấu với Gold Stars. Ngày 20 tháng 10, với việc ném thắng trọn trận đấu trước Gold Stars, Starukhin trở thành cầu thủ đầu tiên trong lịch sử bóng chày chuyên nghiệp Nhật Bản đạt được 200 trận thắng trong sự nghiệp.

#### Kinsei Stars
Starukhin theo chân Fujimoto tới Kinsei Stars, cùng cộng sự của ông Isegawa Masumi, khi ông chuyển tới làm HLV vào năm 1948. Năm 1949, anh đã ném thắng 27 trận, giành danh hiệu dẫn đầu số trận ném thắng lần đầu tiên sau chín năm. Tuy nhiên, anh không còn sự dẻo dai như trước chiến tranh nữa, và phong cách ném bóng cũng thay đổi từ ném bóng uy lực sang kiểu ném bóng già dơ hơn, chủ yếu sử dụng bóng cong và thế ném phóng khoáng hơn để gây rối trí đối thủ đánh bóng.
Trong thời gian này, trong một trận đấu với Mainichi Orions vào ngày 15 tháng 6 năm 1952 , ông đã đánh được hai cú home run và ném trọn trận, nhưng ông không được hỗ trợ trên mặt trận tấn công và cuối cùng đã thua trận với tỷ số 2-3.

### Giải nghệ và từ trần
Sau khi giải nghệ, Starukhin đã cố gắng nhưng không thể tìm được một công việc nào liên quan đến bóng chày, kể cả nhỏ nhặt như chân nhặt bóng. Vì vậy, ông quay về phụ vợ Tanya tại tiệm làm đẹp do bà điều hành.
Khoảng 10:40 tối ngày 12 tháng 1 năm 1957, ông lái chiếc xe Chevrolet Special Deluxe 2 cửa của mình từ nhà ở Minami-Aoyama, Quận Minato, dọc theo Quốc lộ 246 (Phố Tamagawa) ở Mishuku, Quận Setagaya, Tokyo, để tham dự một buổi họp lớp trung học ở Tokyo. Tuy nhiên, gần ga Mitsuke trên tuyến Tokyu Tamagawa, chiếc xe đã va chạm với một chuyến tàu hướng đến Futako Tamagawa-en khi đang vượt một chiếc xe phía trước. Chiếc xe bị phá hủy hoàn toàn và Starukhin đã tử vong khi được đưa đến Bệnh viện Quốc gia Setagaya, hưởng dương 40 tuổi. Cảnh sát công bố nguyên nhân gây ra tai nạn là do lái xe khi say rượu và chạy quá tốc độ.
Theo lời khai của một người bạn, Starukhin đã lái xe theo hướng ngược lại với địa điểm tổ chức buổi họp lớp, và đã bắt các bạn học đi cùng ra khỏi xe và bảo họ đi tàu, khiến cái chết của ông được cho là có yếu tố tự sát. Ngay trước đó, ông đã tham dự lễ khai trương một cơ sở bowling ở Aoyama do một người bạn điều hành, và đã uống rượu tại đó.
Về hậu sự cho Starukhin, lần đầu tiên một "tang lễ bóng chày" đã được tổ chức vào ngày 20 tháng 1. Trong đó trước tang lễ, một cuộc thảo luận bàn tròn đã được tổ chức để ôn lại cuộc đời và sự nghiệp của Starukhin, chủ trì bởi chủ tịch ủy ban tang lễ Ichioka Tadao, một người bạn lâu năm của ông. Tham gia bàn trong có bao gồm: Fujimoto Sadayoshi, người thầy đã gắn bó với Starukhin lâu năm trong sự nghiệp; Suzuki Sotaro, Mizuhara Maruhiro và Kawakami Tetsuharu đại diện Tokyo Giants; Hamasaki Shinji, cựu HLV CLB Takahashi Unions và phát thanh viên Konishi Tokuro.
Starukhin được chôn cất tại nghĩa trang dành cho người nước ngoài Tama, nơi ông đã cho xây dựng sau khi cha ông là Konstantin qua đời. Năm 1989, vào ngày giỗ thứ 33 của Starukhin, con gái lớn là Natasha đã gửi một ít tro cốt của ông đến Đền Sūnen-ji ở Omonogawa-cho, thành phố Yokote, tỉnh Akita, nơi gửi vong và mộ phần của người vợ thứ hai của ông là Tanya (Takahashi Kunie, mất năm 1971). Ông không có quốc tịch trong suốt cuộc đời mình từ khi cùng gia đình lưu vong.
Năm 1960, Starukhin được bầu ghi danh vào Đại sảnh Danh vọng Bóng chày trong năm thứ hai tổ chức vinh danh. Starukhin là một huyền thoại đối với người dân Asahikawa, và sau khi hoàn thành cải tạo vào năm 1984, Sân vận động bóng chày thành phố Asahikawa được đặt tên là " Sân vận động bóng chày Starukhin ". Một bức tượng đồng của Starukhin được đặt ở phía trước sân vận động này.